# 권순철
권순철(1987년 11월 24일 ~ )은 대한민국의 축구 선수이며, 포지션은 미드필더이다.